# 深日海運
深日海運（ふけかいうん）は、かつて大阪府泉南郡岬町の深日港と淡路島洲本港間に航路を持っていた海運会社。

## 概要
1972年5月、関西汽船より、深日 - 由良 - 洲本航路および客船たんしゅう丸を譲り受け、事業を開始した。
当初は関西汽船のダイヤを引き継ぎ、旅客船によって一日5往復(直航便の所要時間1時間)を運航。1978年からは高速船が投入され、所要時間は30分となり、大幅な増便が行われた。1980年夏にはホバークラフトも就航したが、これは定着せず、1980年代～1990年代初頭には、ひかり1号、ひかり2号（1号と同型船）、ひかり3号の3隻の高速船が活躍、ひかりシリーズの水冷空調による冷房はしっとり心地よく船酔いし難いと評判であった。
しかしながらこの間、引継ぎ当初の1972年には41万1,000人の年間利用者が、高速船の就航した1978年に40万6,000人となった後、利用減が続き、1986年には21万8,000人とほぼ半減、1993年には13万7,000人まで減少した。
その後、関西国際空港の開港にあわせ、1994年（平成6年）9月に社名をえあぽーとあわじあくあらいんに改め、航路も洲本港 － 関西国際空港 － 津名港を開設し、新造高速船3隻を投入したものの、起死回生には至らず、1997年（平成9年）2月、経営悪化により廃業した。
深日－洲本航路はシャトルサービスに譲渡されたが、同社も明石海峡大橋開通後に高速バス路線の開設による旅客離れを食い止めることができず、また泉州・和歌山県方面への旅客が減少したことから、1999年（平成11年）9月末で廃業した。一方の関西空港航路も、事業者の変遷を経て、2007年に洲本パールラインが運航を休止し、事実上航路廃止になっている。
岬町は深日 - 洲本航路の復活を目指しており、2016年3月27日に神戸-関空ベイ・シャトルの予備船を使用して試験運航が行われ、2017年以降、「深日洲本ライナー」として社会実験運航を実施している。

## 沿革
- 1972年5月 - 深日 - 由良 - 洲本航路を関西汽船から船舶ごと譲受し、運航開始。所要時間1時間(直航)・一日5往復。
- 1978年8月6日 - 高速船「ひかり1号」「ひかり2号」就航。所要時間30分(直航)・一日13往復。在来客船は4往復に減便[1]。
- 1980年7月20日 - ホーバークラフト「ホブスター」夏期臨時便として就航[4]。
- 1982年 - 高速船「ひかり3号」就航。高速船一日16往復、在来客船2往復。
- 1992年9月6日 - 高速船「とらいでんと」就航[1]。在来客船便廃止[5]。
- 1993年11月10日 - 高速船「とらいでんとえーす」就航。以後「あるてみす」「あぽろーん」順次就航。一日17～19往復。
- 1994年9月1日 - 社名をえあぽーとあわじあくあらいんに変更[6]。
9月4日 - 関西空港 - 津名、関西空港 - 洲本航路開設。一日16往復。深日 - 洲本航路は3往復に減便、全便由良経由[1]。
- 1997年2月 - 全航路を廃止し、廃業。

## 航路
- 深日港 - 由良港 - 洲本港（1972年 - 1999年）

深日港は南海多奈川線深日港駅に隣接しており、1993年まで運行されていた南海本線難波駅 - 多奈川駅間を直通する淡路連絡急行淡路号に接続するダイヤが組まれていた。
- 関西国際空港 － 津名港・洲本港（1994年 - 1997年）

## 船舶

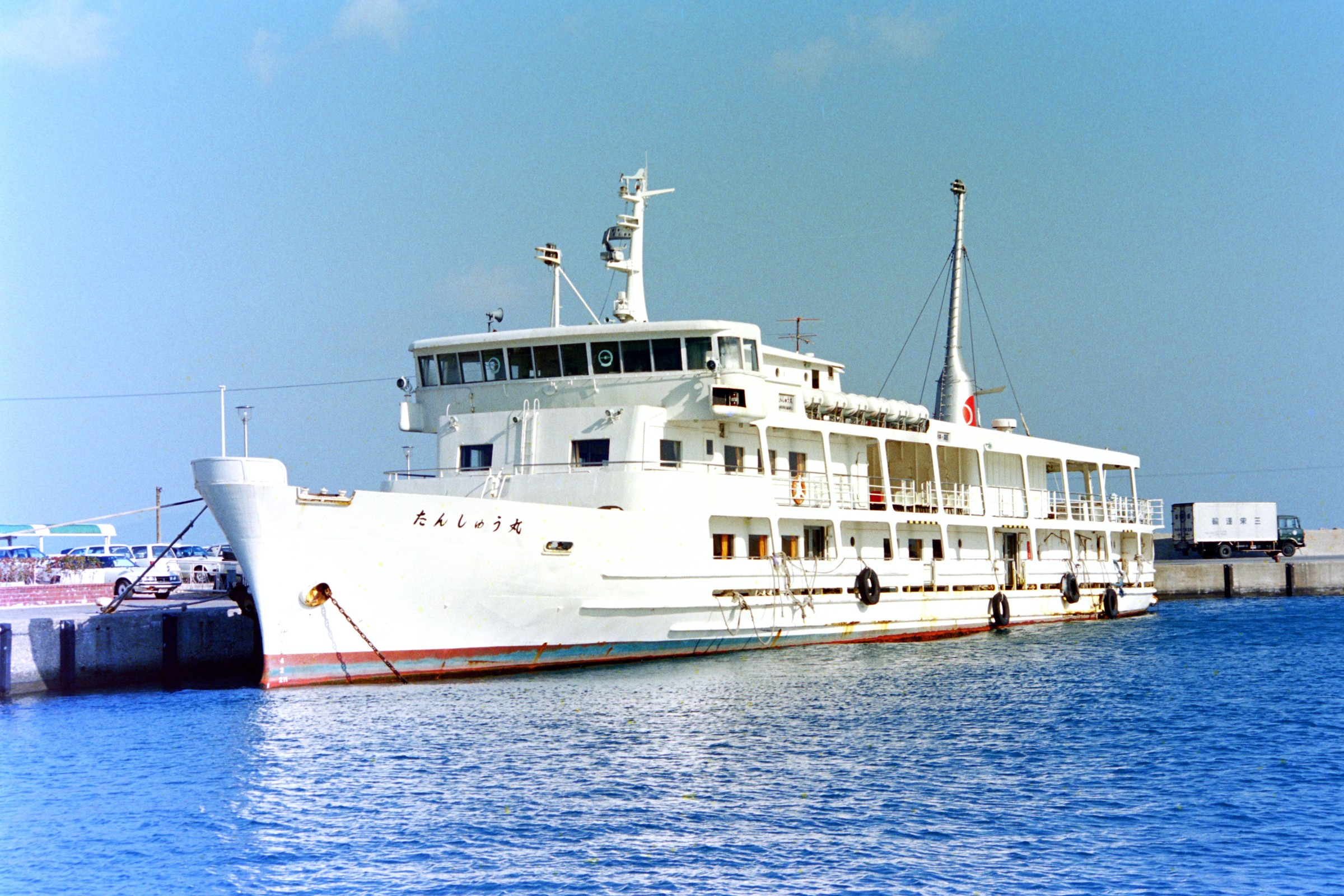
たんしゅう丸 (洲本港)

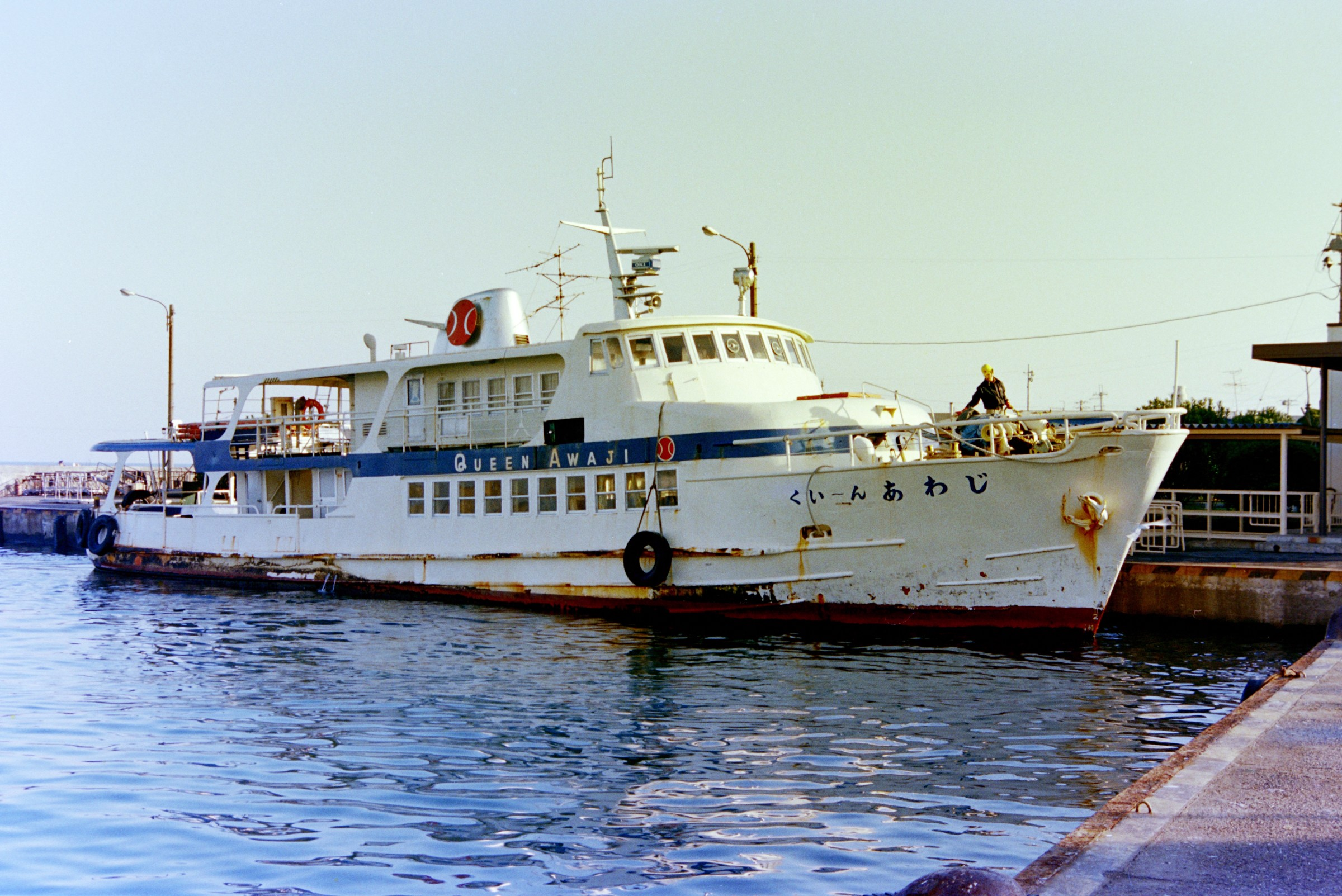
くいーんあわじ (深日港)

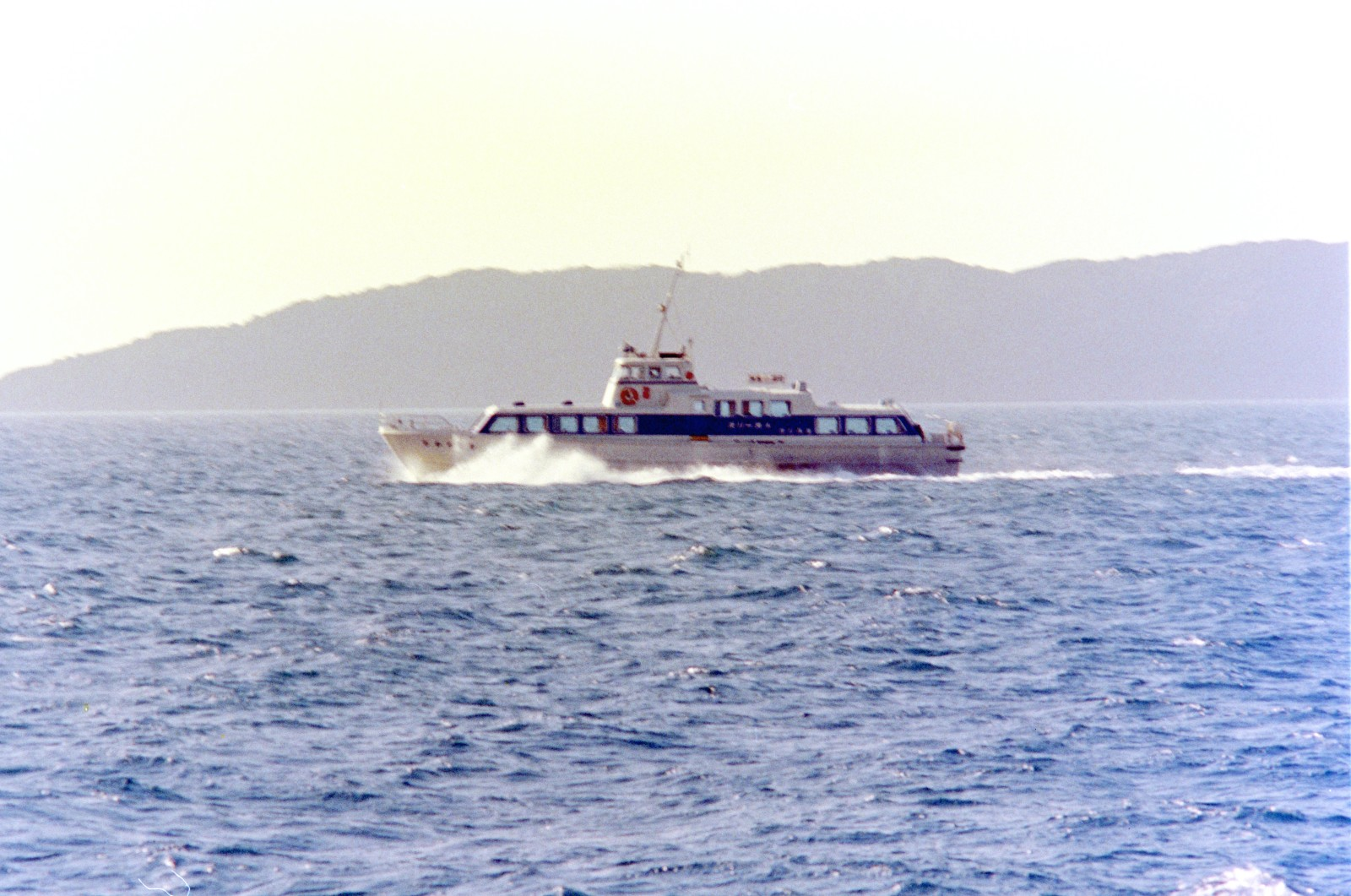
ひかり2号 (由良沖)

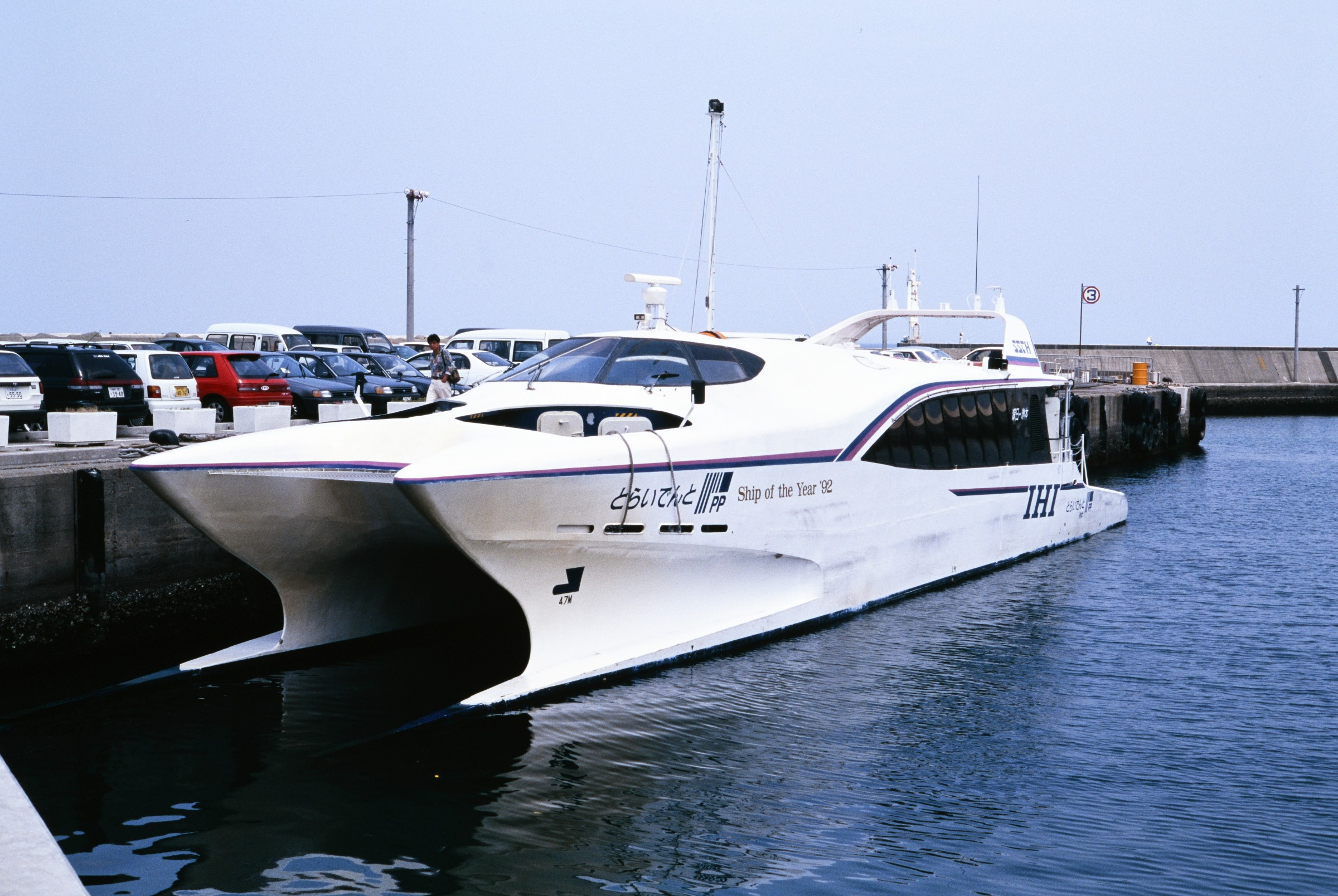
とらいでんと (洲本港)

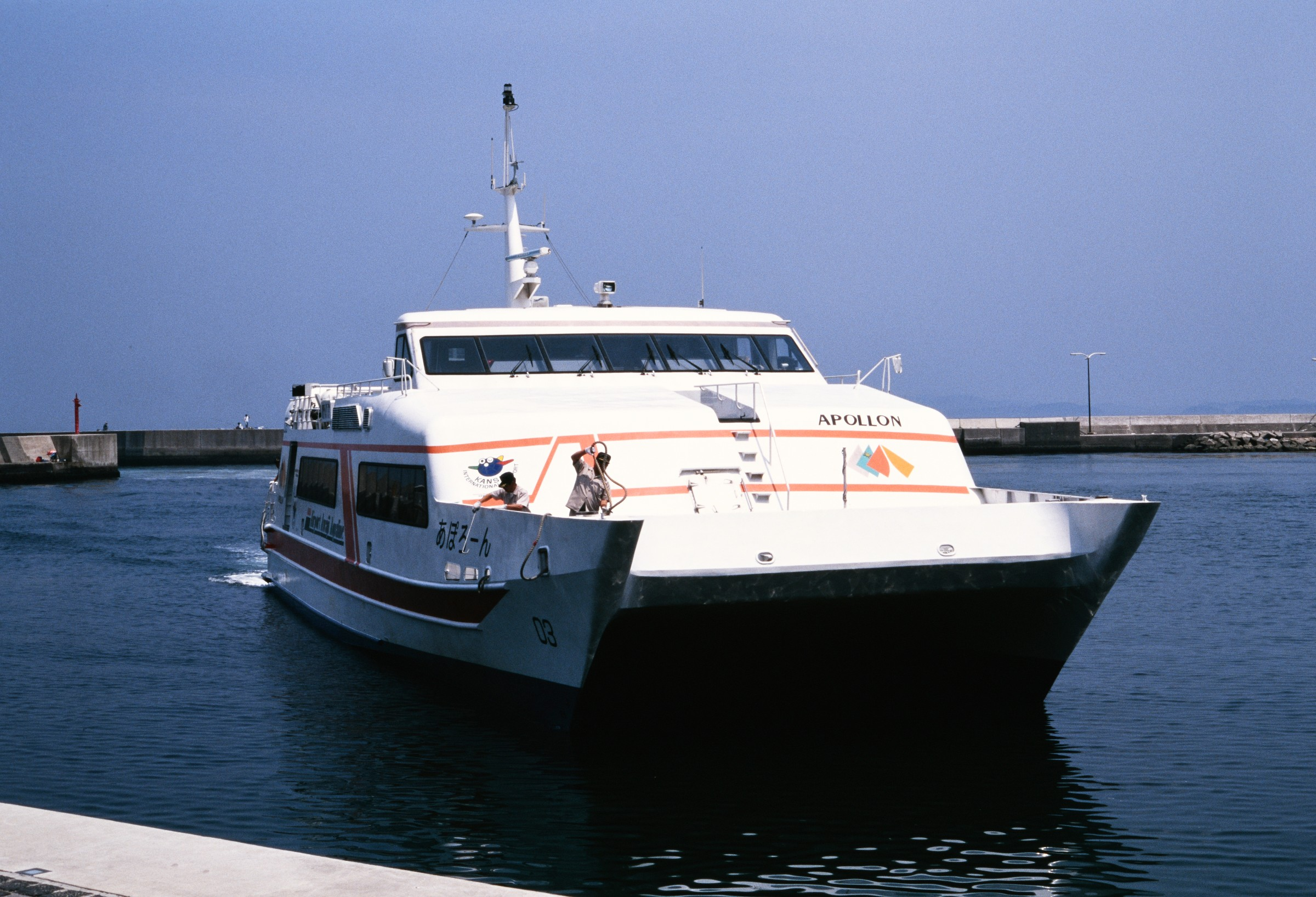
あぽろーん (洲本港)

- たんしゅう丸

波止浜造船今治工場建造、1967年竣工、1972年8月に関西汽船より購入。
497総トン、垂線間長50.0m、幅8.6m、深さ3.6m、1,500馬力、航海速力15ノット、旅客定員1,000名。
引退後はフィリピンへ売船、SAN JANとして就航。
- つばき丸[7]

1965年5月進水、もと男鹿海上観光。
87.73総トン、ディーゼル1基、280ps、航海速力10.50ノット、旅客定員182名。
- くいーんあわじ[8]

松浦鉄工造船建造、1963年5月竣工、元南汽観光「ともがしま」、淡島運輸からの用船を経て買船。
152.09総トン、全長32.00m、幅6.00m、深さ2.60m、700ps、航海速力11.5ノット、旅客定員400名。
- ホブスター[4]

ホーバーマリン・トランスポート(イギリス)建造、1976年9月進水、1980年7月20日夏期臨時便として就航。
全備重量19.5t、全長15.2m、幅5.8m、ディーゼル3基2軸、浮上用ファン1基、8,400ps、航海速力25ノット、旅客定員65名。
側壁型ホバークラフト、故障が多く、一ヶ月弱の使用で係船。
- ひかり1号[8]

三保造船所建造。1978年3月竣工、「とらいでんとえーす」就航により1993年に引退。
125.45総トン、全長25.95m、幅5.80m、深さ2.60m、2,200ps、航海速力26.0ノット、旅客定員140名。
- ひかり2号[8]

三保造船所建造。1978年7月竣工、「あるてみす」就航により1993年に引退。
126.21総トン、全長25.95m、幅5.80m、深さ2.60m、2,200ps、航海速力26.0ノット、旅客定員140名。
- ひかり3号[8]

三保造船所建造、1982年2月竣工、｢あぽろーん｣就航により1994年に引退。
100.66総トン、全長24.10m、幅4.93m、深さ2.39m、1,644ps、航海速力26.0ノット、旅客定員103名。
- あいりす[8]

讃岐造船鉄工所建造、1990年3月竣工。
217総トン、全長36.36m、幅9.30m、深さ3.53m、3,940ps、航海速力30.0ノット、旅客定員179名。
- とらいでんと

1992年9月就航、52総トン、定員68名、速力26.2ノット、くいーんあわじの代船。
石川島播磨重工業と東京大学との共同研究で開発された超細長双胴船SSTH（Super Slender Twin Hull）の実験船。シップ・オブ・ザ・イヤー92を受賞した。
航路廃止後は、係船の後、内海フェリーへ売却され、サンオリーブシーに改名、2003年6月1日から高松 - 小豆島航路に就航。
- とらいでんとえーす

1993年9月28日竣工、11月10日就航、日立造船神奈川工場建造。
167総トン、全長31.5m、幅9.8m、深さ3.5m、喫水1.9m、ニイガタ16V16FX 2基、ウォータージェット2基、5,000馬力、最高速力38.3ノット、航海速力34.9ノット、旅客定員160名
日立造船の開発した水中翼付双胴高速客船「SUPER JET-30」の1番船。ひかり1号の代船として就航。
航路廃止後は係船された後、ベリーズ船籍のTiger3となり、「あるてみす」「あぽろーん」とともに1999年2月23日に神戸港から船積みで中東へ輸出された。
- あるてみす[12]

日立造船神奈川工場建造、1993年11月25日竣工、1994年就航。ひかり2号の代船として就航。
167総トン、全長31.50m、幅9.80m、深さ3.50m、5,000ps、航海速力34.00ノット、旅客定員160名。
「SUPER JET-30」の2番船。輸出時の船名はTiger2。
- あぽろーん[12]

日立造船神奈川工場建造、1994年8月1日竣工。
166総トン、全長30.68m、幅9.80m、深さ3.50m、5,000ps、航海速力34.0ノット、旅客定員160名。
「SUPER JET-30」の3番船。輸出時の船名はTiger4。